# Siničić špilja
Špilja Siničić se nalazi u Ličko-senjskoj županiji, točnije u Općini Brinje, južno od Brinja.
Špilja Siničić je jedinstvena i iznimno važna prapovijesna lokacija. Pretpostavlja se, da je u špilji živio paleolitski lovac 9500 godina prije Krista. Na stijenama špilje, godine 1997. godine otkriveno je slikovno pismo, odnosno slikovni leptolitički prikazi. Slikovno pismo su znanstvenici već nekoliko puta pokušali dešifrirati.
U vrijeme jeseni ili proljeća zbog obilnih oborina špilja se napuni vodom i voda iz špilje se preljeva van špilje. Time se nastaju slapovi koje krase ukupni vanjski pogled na špilju.
Špilja je zaštićena kao kulturno dobro u sklopu programa Natura 2000.
U špilji stanjuje endemska vrsta iz skupine rakušaca, tzv. Redenšekov rakušac, koji je u kategoriji kritično ugrožene svojte.